# Francis Hemming
Arthur Francis Hemming, född 1893, död 1964, var en engelsk entomolog, specialiserad på fjärilar.
Hemming var statstjänsteman och amatörfjärilssamlare, men under sin livstid publicerade han över 1000 vetenskapliga artiklar om fjärilar. Mellan 1937 och 1958 var han sekreterare för International Commission on Zoological Nomenclature och han grundade Bulletin of Zological Nomenclature. Släktet Nabokovia namngavs av Hemming 1960. Hemming fick internationellt erkännande för sina insatser inom entomologin och han anses vara den främsta orsaken till att fjärilarna är så väl katalogiserade idag.